# Phil Phillips
John Philip Baptiste (Crowley, 14 de marzo de 1926-Lake Charles, 14 de marzo de 2020), conocido como Phil Phillips, fue un cantante y compositor estadounidense, conocido por la canción de 1959 «Sea of Love». 

## Biografía
Baptiste se inspiró para continuar una carrera como cantante tras interpretar la canción Sweet Slumber en una presentación escolar. Junto a sus hermanos, formó parte del grupo de góspel Gateway Quartet y trabajó como botones antes de grabar «Sea of Love» en 1959.
La canción fue arreglada y producida por Eddie Shuler para Khoury Records, el sello de su vecino George Khoury.Después de tres meses de trabajo en el arreglo, la formación del grupo vocal y la selección de músicos, la canción estuvo lista para su lanzamiento. Baptiste cambió su nombre a Phil Phillips y llamó a sus coristas The Twilights. Luego de que un disc jockey de Baton Rouge reprodujera la canción repetidamente, la grabación tuvo un gran éxito en ventas y fue cedida a Mercury Records.
«Sea of Love» llegó al número 2 en la lista pop de Billboard Hot 100 en Estados Unidos y pasó 14 semanas en el top 40, además de alcanzar el número 1 en la lista de R&B. Adicionalmente, vendió más de un millón de copias y fue galardonado con un disco de oro. Sin embargo, a Phillips sólo le pagaron 6800 dólares y no recibió más regalías por la canción ni por su grabación. 
Phillips no lanzó un álbum para aprovechar su éxito debido a las condiciones desfavorables de su contrato. "Como decidí luchar por lo que legalmente me correspondía, el álbum completo que grabé nunca fue publicado. Nunca me han pagado como artista por Sea of Love, ni entonces ni ahora. Jamás recibí justicia, y hasta el día de hoy sigo esperando".
La canción sigue siendo un gran éxito de ventas, con versiones notables de Del Shannon (que alcanzó el puesto número 33 en la lista pop en 1982) y The Honeydrippers (que alcanzaron el puesto número 3 y pasaron 14 semanas en el top 40 en 1984). La versión original de Phillips apareció de forma destacada en la película Sea of Love de 1989, protagonizada por Al Pacino, que también presenta una versión de Tom Waits que se reproduce durante los créditos finales. The Covers Record de Cat Power también logró un éxito moderado.
Entre otras canciones de Phillips se encuentra «No One Needs My Love Today» (1966), grabada por Samantha Juste, copresentadora del programa Top of the Pops de la BBC TV. A finales de la década de 1960, también lanzó una grabación de palabra hablada contra las drogas titulada The Evil Dope, un sencillo que con el tiempo se convirtió en un clásico de culto.
Phillips más tarde trabajó como disc-jockey de radio. Se casó y tuvo siete hijos.
En octubre de 2007, Phillips fue condecorado con la incorporación al Salón de la Fama de la Música de Luisiana por sus contribuciones a la música del estado.
Una de sus últimas actuaciones en vivo fue en abril de 2005 en el Jazz Fest de Nueva Orleans, unos meses antes del huracán Katrina.
Murió el 14 de marzo de 2020, en el día de su 94 cumpleaños.